# Квашвіц
Квашвіц (нім. Quaschwitz) — громада в Німеччині, розташована в землі Тюрингія. Входить до складу району Заале-Орла. Складова частина об'єднання громад Оппург.
Площа — 2,30 км2. Населення становить 68 ос. (станом на 31 грудня 2021).